# 小行星2494
小行星2494（2494 Inge）是一颗围绕太阳公转的小行星。1981年6月4日，愛德華·鮑威爾在可可尼诺县发现了此天体。
該小行星以鮑威爾的朋友，美國地質調查局的製圖師傑伊·L·英格（Jay L. Inge）命名。
这颗小行星的绝对星等为97.98512370870723等。